# Pour une écologie populaire et sociale
Pour les articles homonymes, voir PEPS.
Pour une écologie populaire et sociale (PEPS) est une organisation politique française communaliste, fondée en 2019 par la fusion de groupes issus d'Europe Écologie Les Verts et des Alternatifs.
Elle est représentée à l'Assemblée nationale par Andy Kerbrat, qui siège au sein du groupe La France insoumise.

## Historique
PEPS est fondé lors d'une assemblée constitutive les 9 et 10 octobre 2019, à la suite d'une première rencontre les 26 et 27 août 2019 à Burlats (Tarn) qui a abouti à la rédaction d'une charte intitulée « Pour une plateforme de l'écologie populaire et sociale ». Cette assemblée acte la fusion de deux mouvements ayant scissionné d'Europe Écologie Les Verts lors de l'élection présidentielle de 2017, car critiques du choix d'alliance avec le Parti socialiste plutôt qu'avec La France insoumise : la Coopérative politique écologie sociale (Patrick Farbiaz, Sergio Coronado, Bénédicte Monville) et Écolo, mouvement de l'écologie politique. Trois autres groupes, Alternative et autogestion (AA, issu de la minorité des Alternatifs ayant refusé la fusion dans Ensemble !), Décroissance Occitane (issu du Mouvement des objecteurs de croissance) et Émancipation collective participent à la fondation de PEPS, tout en conservant une existence autonome.
PEPS participe localement aux élections, en coalition avec des partis de gauche radicale ou d'extrême gauche,. Aux élections législatives de 2022, Andy Kerbrat est élu député La France insoumise - PEPS dans la deuxième circonscription de la Loire-Atlantique.
Lors de la préparation du Nouveau Front populaire aux élections de 2024, PEPS propose les candidatures de Bénédicte Monville, Ritchy Thibault et Odile Maurin, sans succès. De son côté, Andy Kerbrat est réélu député.

## Idées politiques
PEPS revendique notamment l'héritage de Murray Bookchin, penseur municipaliste libertaire américain et fondateur de la théorie de l'écologie sociale.

## Élus
- Andy Kerbrat, député de la 2e circonscription de la Loire-Atlantique

## Résultats électoraux

### Élections législatives
| Année | Premier tour | Premier tour | Second tour | Second tour | Sièges  |
| Année | Voix         | %            | Voix        | %           | Sièges  |
| ----- | ------------ | ------------ | ----------- | ----------- | ------- |
| 2022a |              |              |             |             | 1 / 577 |
| 2024b | 34 341       | 0,11         |             |             | 1 / 577 |

- a Au sein de la NUPES.
- b Au sein du Nouveau Front populaire.